# NGC 4950
NGC 4950 ist eine 13,9 mag helle Linsenförmige Galaxie vom Hubble-Typ SB0 im Sternbild Zentaur, die etwa 117 Millionen Lichtjahre von der Milchstraße entfernt ist. Sie wurde am 3. Juni 1834 von John Herschel mit einem 18-Zoll-Spiegelteleskop entdeckt, der dabei „eF, S, R. The following of two; barely perceptible, but a sure observation“ notierte. Das zweite genannte Objekt dieser Beobachtung ist NGC 4946.